# Asplenium protomajoricum
Asplenium protomajoricum là một loài dương xỉ trong họ Aspleniaceae. Loài này được Pangua & Prada mô tả khoa học đầu tiên.
Danh pháp khoa học của loài này chưa được làm sáng tỏ. 